# کویچی هیراکیدا
کویچی هیراکیدا (انگلیسی: Koichi Hirakida; ۷ مهٔ ۱۹۳۸ – ۲۳ سپتامبر ۱۹۹۳) شناگر اهل ژاپن بود.